# NHK秋田放送局
NHK秋田放送局（エヌエイチケイあきたほうそうきょく）は、秋田県を放送対象地域とする日本放送協会（NHK）の地域放送局。テレビとラジオで県域放送を行っている。

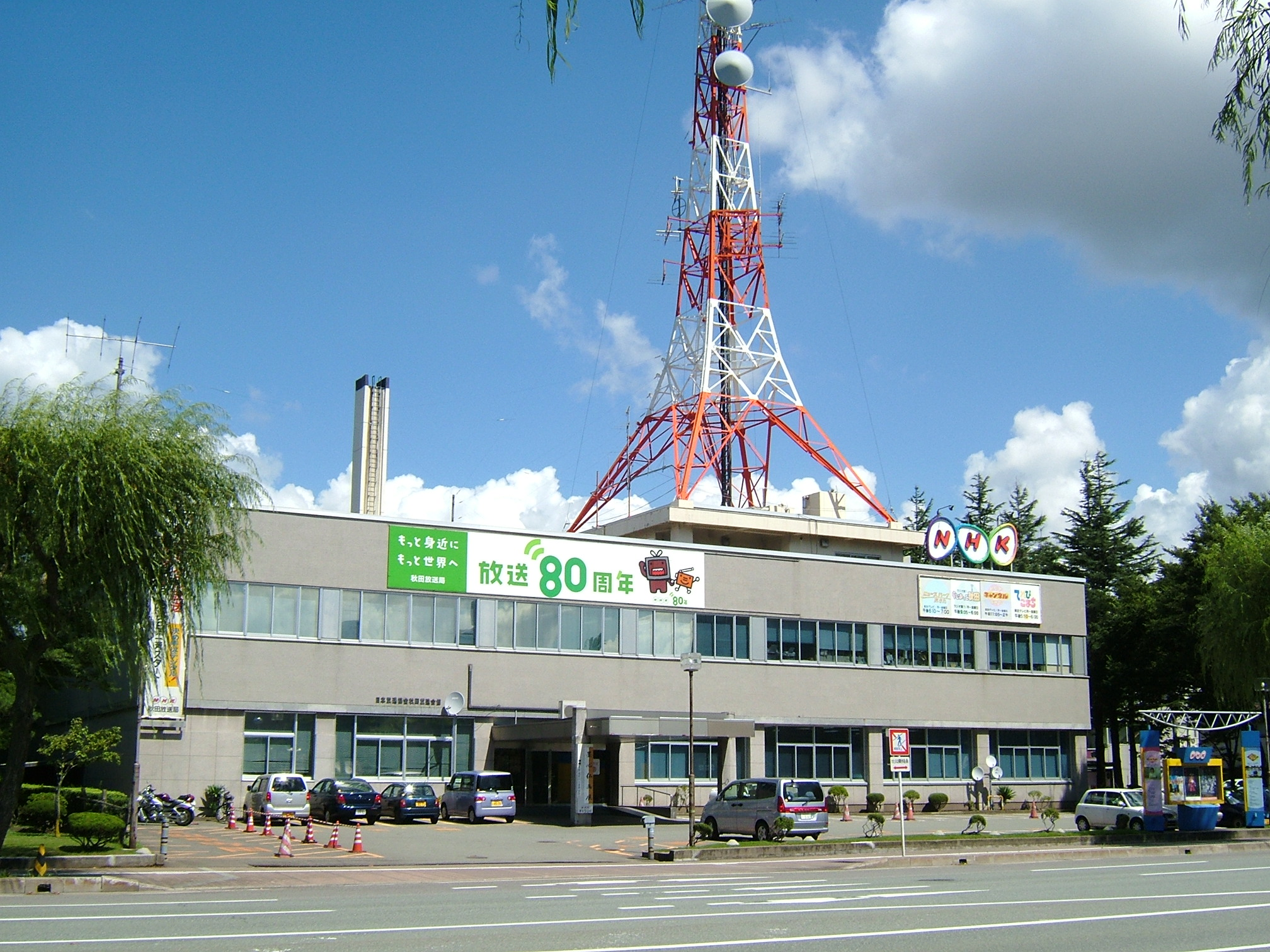
2代目局舎（2005年8月）

## 概要
- 1931年12月21日、当時の逓信省よりラジオ放送の本免許が交付、翌1932年2月に、社団法人日本放送協会（NHKの前身）東北支部秋田放送局として開局。
- テレビ局（総合テレビ）は1959年（昭和34年）12月25日に開局[1]。
- この局のラジオ第2放送は、1971年3月31日に大潟村へ送信所が移転してから出力500 kWの大電力で送信を行っている（運用開始は4月1日から）[2][3]。これは、大電力により全国同一で放送を聴くことが可能になること[4]、外国電波の混信被害の軽減と難聴の改善を図るため[5]、札幌・東京・熊本とともに出力500 kWで送信することになり、秋田はその中で最初に増力が行われた局となった[4]。
- 以前はNHK仙台が総合テレビ管区ニュースの放送を「おはよう日本」土曜7時台後半（「ウィークエンド東北」）など最低限にとどめていたことから週末や原則管区放送の祝日も総合テレビの県内ニュースを1日4回放送していたが、2015年春までに土日の「おはよう日本」のローカル枠と20:45枠（厳密には20:55-21:00）[注 1]、2016年の大型連休からは祝日・年末年始のすべてのローカル枠、2020年4月からは土日のテレビローカル枠（地方選挙・災害時等放送が必要な場合除く）を仙台発（東北ブロック放送）に変更[注 2]、秋田のニュース・気象情報はテレビ・ラジオとも平日のみとしたが、2022年4月より土日・祝日の夕方のテレビ県内ニュースが復活した。但し、ラジオの県内ニュース・気象情報はその後も祝日以外の平日のみ放送している。

## 所在地
- 1932年2月に現在の秋田市南通みその町にて開局[注 3]。
- 東京オリンピックを控えた1964年9月に秋田市山王1丁目1-2に移転し、同1丁目1-1の秋田市役所に隣接していた。秋田中央交通の「NHK前」バス停は当該地から少しはずれているが、現在の秋田県第二庁舎の場所にあった秋田市立体育館が移転した際に、それまでの「市立体育館前」から改称したためである。改称した時点では、秋田県第二庁舎の建設前だった。実際の近隣バス停は秋田駅方向からは「NHK前」、国道7号方向からは「県庁市役所前（市役所前）」となる。
- 2008年3月3日より秋田駅東口に直結する秋田拠点センターアルヴェ隣接地（秋田市東通仲町4-2）に移転[注 4]。
- 1階ロビーはオープンスタジオとなっており、一部時間見学も可能。

## 支局
- 横手
  - 横手市南町21-21 コートハウス横手沢N.5
  - 仙北湯沢地域が取材対象地域。
- 大館
  - 大館市常盤木町3-2 カマダビル2F-C[注 5]
  - 北秋鹿角地域が取材対象地域。
- 能代
  - 能代市通町4-12 サンフラワーハイツA-101
  - 能代山本地域が取材対象地域。

## 沿革
- 1931年（昭和6年）12月21日 - 秋田放送局に本免許交付（呼出符号：JOUK 周波数：645 kc 出力：300 W）。
- 1932年（昭和7年）2月 - 社団法人日本放送協会（NHKの前身）東北支部秋田放送局として開局。開局後の第一声は「こちらはJ・O・U・K、秋田放送協会であります」であった。
  - 開設当初ラジオの地方ニュース枠はNHK仙台（以下ここではHKと略す）のものが差し替えなしで放送されていたが秋田魁新報の協力により県内ニュースの放送が可能になったという逸話がある（秋田魁新報社史より）。
- 1946年（昭和21年）9月15日 - ラジオ第2放送を開始（呼出符号：JOUB 周波数：1080 kc 出力:500 W）。
- 1950年（昭和25年）6月1日 - 放送法施行に伴い社団法人日本放送協会が解散。一切の権利義務は特殊法人としての日本放送協会に継承。
- 1951年（昭和26年）7月1日 - ラジオの周波数、第1放送を820kcに、第2放送を1470kcにそれぞれ変更[6]。
- 1959年（昭和34年）12月25日 - アナログ・総合テレビが開局。
- 1962年（昭和37年）10月13日 - アナログ・教育テレビが開局。
- 1964年（昭和39年）
  - 6月1日 - ラジオFM放送の実用化試験放送・ステレオ放送実験が開始（呼出符号:JOUK-FMX 周波数:86.7Mc 出力:3kW ステレオ放送は当初、東京からのパッケージテープ送りで放送したが、翌年2月24日からは、仙台発からの放送波中継（仙台→福島→山形→鶴岡→秋田のルート）で放送。）[7]。
  - 9月 - 局舎を秋田市山王1丁目1-2に移転。
- 1966年（昭和41年）3月20日 - アナログ・総合及び教育テレビのカラー放送を開始[8]。
- 1969年（昭和44年）3月1日 - ラジオFM放送、秋田局を含め全国一斉に本放送を開始（これに伴い、同放送の呼出符号がJOUK-FMに変更）。
- 1970年（昭和45年） - ローカルニュースがカラー化（カラーフィルムによるローカル報道取材も含む）[9]。
- 1971年（昭和46年）4月1日 - 秋田ラジオ第2放送、同放送の北日本地域での難聴対策の為、日本初の出力500 kWによる大電力での放送を開始[10]。
- 1977年（昭和52年） - FM放送、ローカル放送でのステレオ化工事が完了、秋田ローカルのステレオ放送を開始[11]。
- 1978年（昭和53年）11月23日 - 国際電気通信連合による中波ラジオ放送全世界一斉周波数変更の取り決めに従い、ラジオ第1・第2放送の周波数が10kHz間隔から9kHz間隔に一斉変更。
  - これに伴い秋田本局は、ラジオ第1が1503kHzに、ラジオ第2が774kHzに変更。同ラジオ中継局もそれぞれ変更された。
- 1980年（昭和55年）3月31日 - FMステレオ放送用のPCMデジタル音声回線が導入。これに伴い、ローカル以外でのステレオ放送に於ける仙台からの放送波中継を廃止[12][13]。
- 1985年（昭和60年）8月8日 - アナログ・総合テレビの音声多重放送を開始[14]。
- 1991年（平成3年）3月21日 - アナログ・教育テレビの音声多重放送を開始[15]。
- 2005年（平成17年）12月1日 - 総合・教育両テレビの地上デジタル放送を開始。
- 2008年（平成20年）3月3日 - 局舎を秋田市東通仲町4-2に移転。
- 2011年（平成23年）7月24日 - 正午、総合・教育両テレビの地上アナログ放送を終了。同日24時までに完全停波。
- 2023年（令和5年）6月5日 - NHKテレビのインターネット配信サービス「NHKプラス」で、夕方6時台のローカルニュース番組『ニュースこまち』が同サービスでの配信を開始[16][17]。

## 情報カメラ
- 秋田（秋田拠点センターアルヴェ屋上、HD）
- 秋田港 - セリオン（秋田市ポートタワー,HD）
- 秋田空港（HD）
- 大仙市（旧 大曲市SD）
- にかほ（SD）
- 田沢湖（田沢湖高原,SD）
- 能代（SD）
- 大館（SD）
- 鹿角（SD）

## ラジオ放送回線
本部の東京渋谷神南の放送センターから仙台そして山王の秋田放送局までのAMラジオ放送の回線はNTTのデジタル回線（当時はアナログ専用線 AM放送）を使用する。この回線は1993年に全国の基幹局（拠点）に一斉に整備されたものである。これにより全国の基幹局では距離等に関係なく同じ音声の品質を伝受出来るようになり音質の安定化が図られた。その後、現在の放送線はAM放送・FM放送共用のデジタル回線（光回線）に切り替えた。
- デジタル符号方式 - ITU-T J.41（モノラル音声を384 kbpsにデジタル化）
- 音声周波数特性 - 50 Hz -  10 kHz（50 Hz・0.05dB, 1 kHz・0 dB, 10 kHz・0.13dB）
- 符号化則 - 11折線・14 / 11 bit
- サンプリング周波数 - 32 kHz
- ビットレート - 384 kbps（音声: 352 kbps（11 bit）、誤り検出: 32 kbps（1 bit））

## 親局

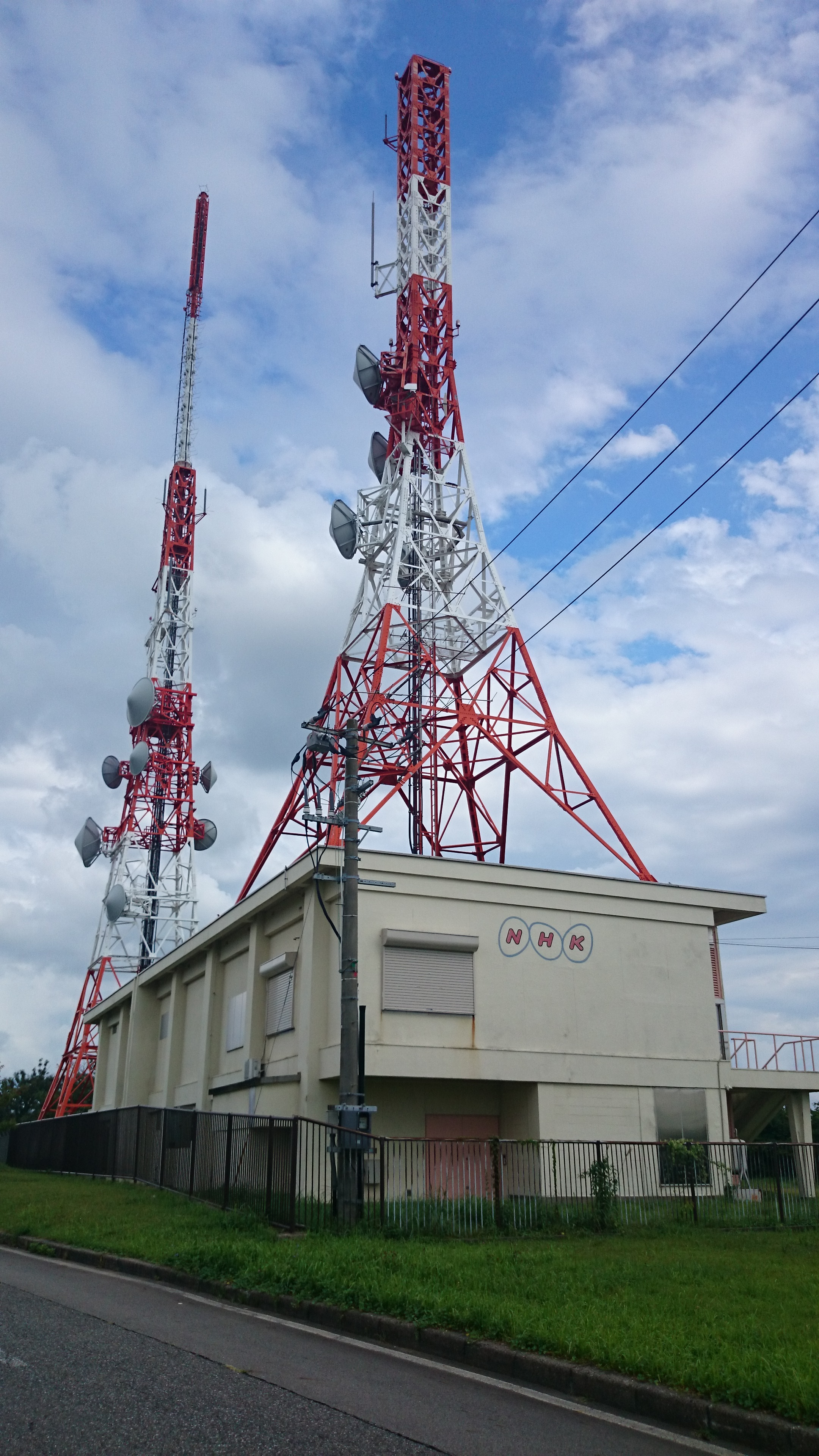
大森山放送所
- デジタル総合テレビ JOUK-DTV 48ch リモコンキーID：1 出力1kW（ERP15.5kW）
- デジタル教育テレビ JOUB-DTV 50ch リモコンキーID：2 出力1kW（ERP15kW）
- FM放送 JOUK-FM 86.7MHz 出力3kW（ERP9.7kW）
- アナログ総合テレビ JOUK-TV 9ch 映像出力5kW（ERP60kW）音声出力1.25kW（ERP15kW）（2011年7月24日運用終了）
- アナログ教育テレビ JOUB-TV 2ch 映像出力5kW（ERP37kW）音声出力1.25kW（ERP9.3kW）（2011年7月24日運用終了）

地上デジタル放送用
- 送信柱 - アナログ波教育・FM放送使用 45m四角鉄塔（ゲイン塔部の高さも入れると約60m）
- 送信空中線 - 送信空中線は4L6段3面（施行:電気興業）で総合・教育共用送信アンテナ中心部の地上高は約50m。
- 放送機形式（デジタル総合・教育共通） - DTU-50/1R0S（NEC）2台形式（1号機、2号機）、PA部（電力増幅部）は300Wユニットを並列合成、1号機は減力制御可能。前面上部にて作動状況が一目で確認でき視認性に優れている送信機である。完全2台形式で一方の号機が万一運用できなくなっても停波することなく送信可能。冷却は強制空冷式。
- STL - 送受信装置は東芝製で新設。64QAM変調のTS伝送で変調出力は130MHzのIF信号。パラボラアンテナもデジタル用のものを新設。レドーム付きパラボラアンテナの直径は演奏所、送信所共に2m。出力1.2W。
- 備考 - 地デジが開始した当初の地上デジタル放送用アンテナはアナログアンテナ部（スーパーターンスタイルアンテナ8段）の脇に支柱が張り出すように設置し送信空中線は4L4段3面で総合・教育ともERP11kWだった。その後FM送信アンテナの送信空中線ST（スーパーターンスタイルアンテナ）8段のうち上部ST4段を撤去しその部分に地デジ送信アンテナを移設。それに合わせ4L6段3面としERPも変更。FM送信出力も3kWのままERP19.5kWからERP9.7kWに変更。

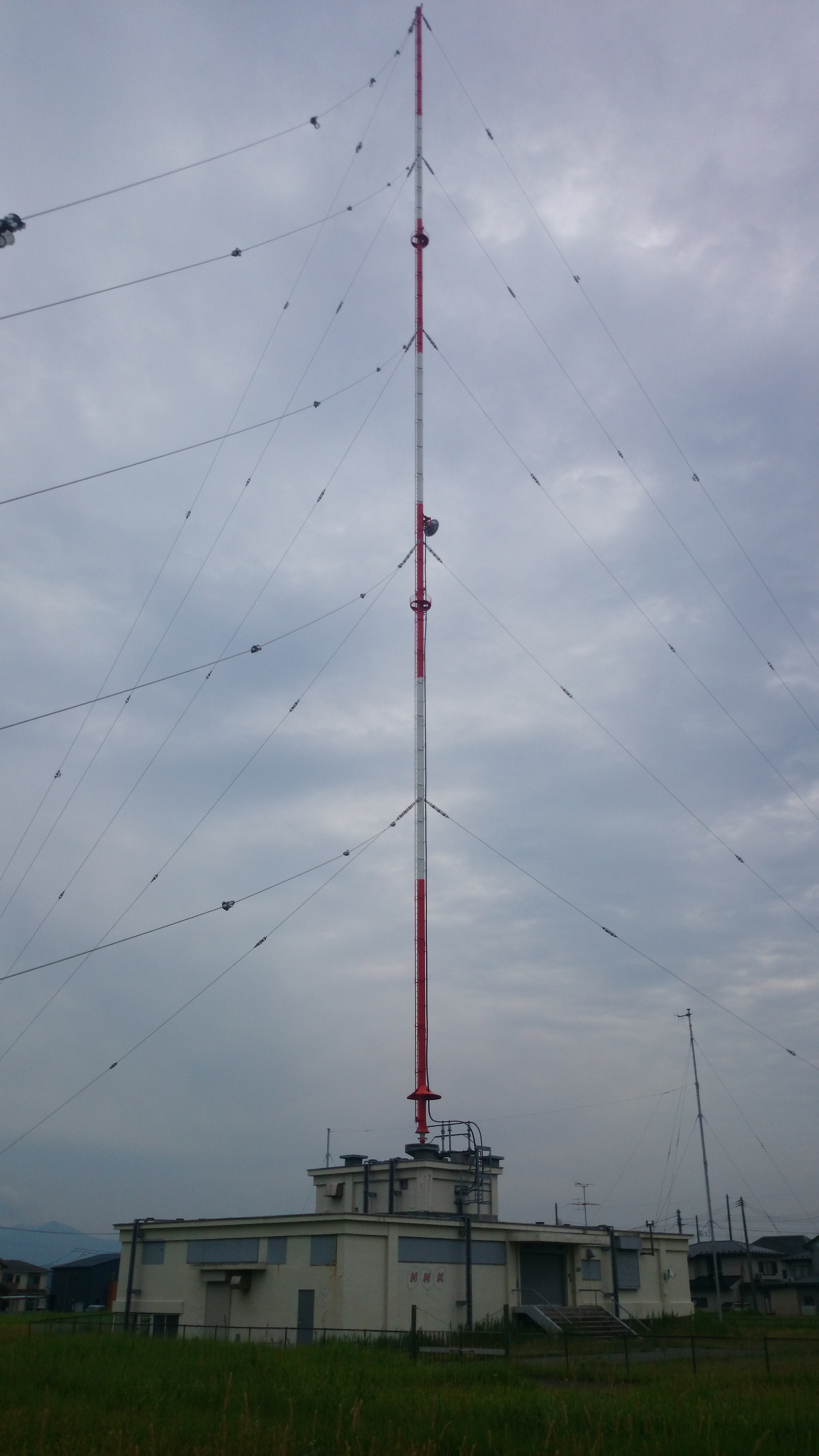
飯島ラジオ放送所

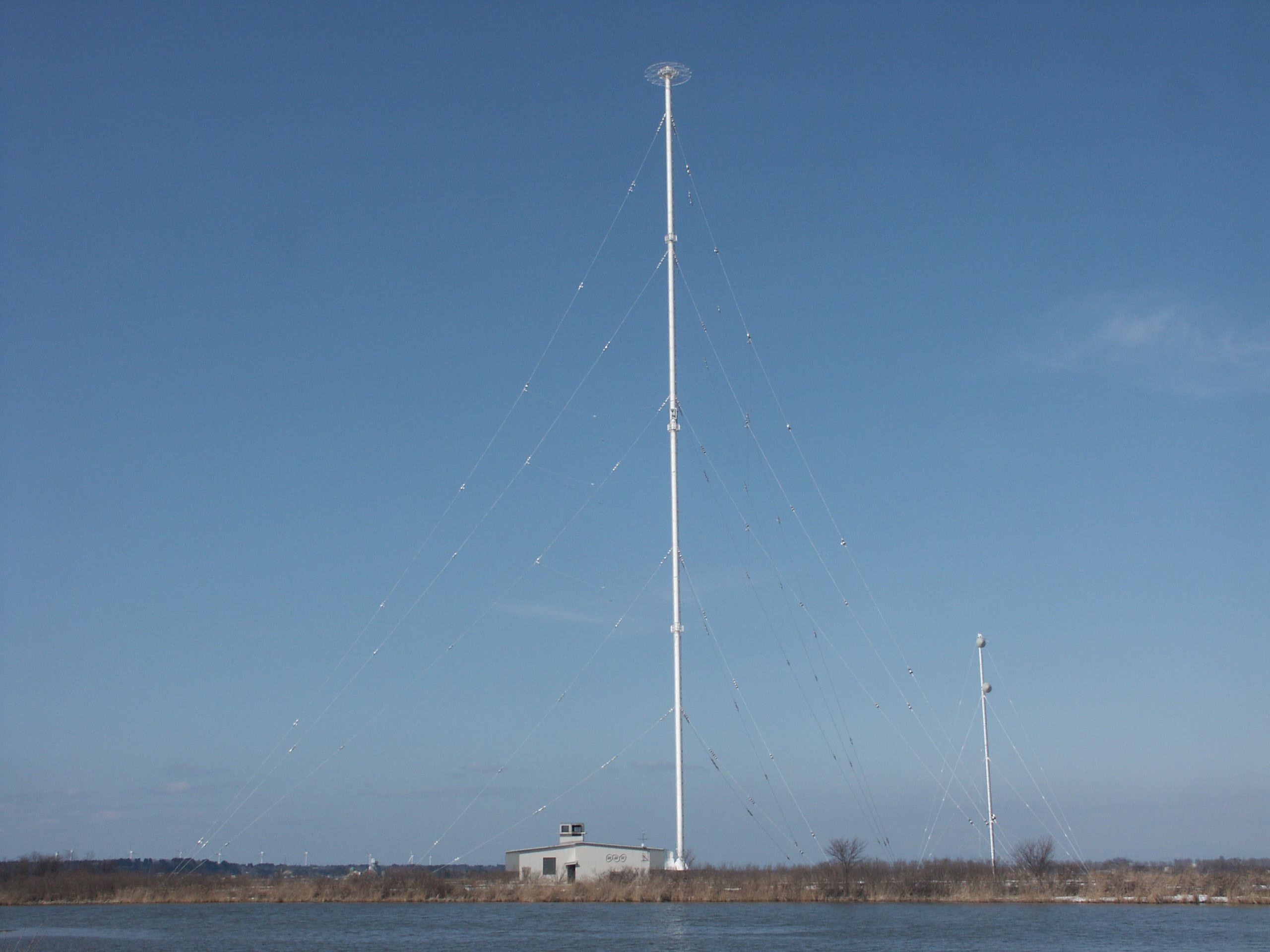
大潟ラジオ放送所

- ラジオ第1放送 JOUK 1503kHz 出力10kW
- 空中線：95m支線式円管柱
- 局舎：鉄筋コンクリート2階・縦15m, 横21m
- 放送機形式：70SM-72
- 備考：ラジオ第2放送（JOUB）が1971年に大潟ラジオ放送所に移る前までは、同ラジオ放送所から10kWで送信していた。

大潟ラジオ放送所
- ラジオ第2放送 JOUB 774kHz 出力500kW
- 空中線：165m支線式円管柱・円管直径約1m・重さ約100t
- 局舎：鉄筋コンクリート1階・縦40m, 横21m
- STL：STL用支線式鉄塔に鏡面3mのパラボラアンテナ、放送会館から大森山の秋田放送所に送られそこから大潟ラジオ放送所に送られる。STL送受信装置は98年当時OKI製を使用していた。
- 非常用電源：ガスタービン式自家発電装置 1250kVA
- 放送機形式：85DM-92（デジタル振幅変調方式、NEC製 MBT9500）
- 旧放送機（1999年秋まで）: 放送機形式は85PM-41（NEC製）で送信管9F45（NEC）で1本が150kWで冗長性を持たせるため1号機4本合計8本使用。1号機250kWであり1号機2号機並列合成させて500kWの出力。送信管9F45は重さ60kg。非常用電源はダイハツ製の2200馬力のディーゼル式自家発電装置で発電出力は1500kVA。

## 中継局

### デジタルテレビ
- 大館
  - 総合テレビ 15ch 10W
  - 教育テレビ 14ch 10W
- 大曲
  - 総合テレビ 23ch 30W
  - 教育テレビ 19ch 30W
- 湯沢
  - 総合テレビ 16ch 2W
  - 教育テレビ 14ch 2W
- 花輪
  - 総合テレビ 25ch 10W
  - 教育テレビ 23ch 10W

### アナログテレビ
（2011年7月24日運用終了）
- 大館中継局
  - 総合テレビ 4ch 映像出力100W（ERP1kW） 音声出力25W（ERP250W） 垂直偏波
  - 教育テレビ 8ch 映像出力100W（ERP980W） 音声出力25W（ERP240W） 垂直偏波
  - 送信柱 17m四角鉄塔（総合・教育共用）
  - 送信空中線（総合・教育それぞれ） 90度コーナーレフレクターアンテナ3段2面
  - 放送機形式 50V-71（総合・教育共通）
  - 中継回線 秋田局をGは八木宇田10素子1段1面、Eは八木宇田8素子1段1面、五城目局をG・Eとも3m鏡面パラボラにてエア受け
  - 送信局舎 鉄筋コンクリート造 2階5m×5m（FM放送及びFM秋田と共同建設）
  - 非常用電源 10kVA（FM放送と共用）

- 花矢中継局
  - 総合テレビ 9ch 映像出力3W（ERP8.5W） 音声出力0.75W（ERP2.1W） 垂直偏波
  - 教育テレビ 2ch 映像出力3W（ERP9.5W） 音声出力0.75W（ERP2.4W） 垂直偏波
  - 送信柱 支線式鉄柱12m（総合・教育共有）
  - 送信空中線（総合・教育共通） 5素子八木アンテナ1段2面
  - 放送機形式 35VV-N1
  - 中継回線 大館局を総合・教育それぞれ八木宇田5素子1段1面×2でエア受け
  - 送信局舎 コンクリート基礎収容箱（FM放送共有）
  - 非常用電源 バッテリーフロート 50Ah

- 大曲中継局
  - 総合テレビ 45ch 映像出力300W（ERP4.3kW）
  - 教育テレビ 43ch 映像出力300W（ERP4.3kW）
  - 送信柱 三角鉄塔21m（総合・教育共有）
  - 送信空中線 6L3段4面（総合・教育共有）
  - 放送機形式 55VU-70D（総合・教育共通）
  - 中継回線 秋田局を総合・教育共に8素子八木宇田にてエア受け
  - 送信局舎 鉄筋コンクリート一部ブロック造・2階 2.8m×4m
  - 非常用電源 自家発電装置20kVA

- 大曲伊岡中継局
  - 総合テレビ 42ch 映像出力0.1W（ERP0.43W）
  - 教育テレビ 40ch 映像出力0.1W（ERP0.43W）
  - 送信柱 15.5mパンザマスト（総合・教育共有）
  - 送信空中線 5素子リングアンテナ2段2面（総合・教育共有）
  - 放送機形式 MT-8
  - 中継回線 秋田局を12素子八木宇田にてエア受け
  - 送信局舎 ミニボックス
  - 非常用電源 設置なし

- 湯沢中継局
  - 総合テレビ 3ch 映像出力90W（ERP61W） 垂直偏波
  - 教育テレビ 5ch 映像出力90W（ERP58W） 垂直偏波
  - 送信柱 四角鉄塔10m（総合・教育、FM、FM秋田共有）
  - 送信空中線 1D（ダイポールアンテナ）1段1面（総合・教育共有）
  - 放送機形式 50UV-75（総合・教育共通）
  - 中継回線 大曲局を1.8m鏡面パラボラでエア受け。大曲局が開局するまでは秋田局を受けていた。
  - 送信局舎 鉄筋コンクリート造・2階 5m×5m（NHK、FM秋田共有）
  - 非常用電源 自家発電装置10kVA（NHK、FM秋田共有）

- 湯沢相川中継局
  - 総合テレビ 55ch 映像出力10W（ERP87W）
  - 教育テレビ 53ch 映像出力10W（ERP87W）
  - 送信柱 14m自立鉄柱（総合・教育共有）
  - 送信空中線 6L（ループアンテナ）1段2面
  - 放送機形式 40UU-N1D（総合・教育共通）
  - 中継回線 大曲局を2.4m鏡面パラボラでエア受け。
  - 送信局舎 1.8m×3m収容箱（NHK、AKT共有）
  - 非常用電源 バッテリーフロート110Ah

- 花輪中継局
  - 総合テレビ 2ch 映像出力100W 垂直偏波
  - 教育テレビ 12ch 映像出力100W 垂直偏波

### FM放送
- 大館 88.3MHz 100W 垂直偏波
- 花矢 85.7MHz 1W 垂直偏波
- 湯沢 84.9MHz 100W 垂直偏波
- 花輪 83.8MHz 100W 垂直偏波
- 能代 83.6MHz 100W
- 二ツ井 82.5MHz 10W
- 本荘 83.9MHz 10W
- 東由利 85.3MHz 3W
- 矢島 85.2MHz 1W
- 角館 85.8MHz 3W
- 田沢湖 89.9MHz 1W
- 阿仁 84.5MHz 3W

### ラジオ第1放送
- 大館 1161kHz 100W
- 湯沢 1584kHz 100W
- 花輪 1341kHz 100W
- 小坂 1584kHz 100W
- 二ツ井 1026kHz 100W
- 横手 1341kHz 100W
- 本荘 1026kHz 100W
- 東成瀬 FM81.5MHz 1W
- 東成瀬椿川 FM87.7MHz 10W
- 皆瀬 FM84.2MHz 10W

### ラジオ第2放送
- 大館 1359kHz 100W
- 花輪 1521kHz 100W
- 横手 1602kHz 100W

## 主な秋田局制作番組
現在放送中の番組

### テレビローカル枠
太字はNHKプラスの「ご当地プラス」において見逃し配信を実施している番組。
- おはよう秋田（平日 7:45 - 8:00、7:50 - 7:58は東北ブロック放送）
  - 2018年から8月の旧盆期間中は、番組休止となり、仙台から『おはよう東北』として、全編東北ブロック放送となる。
- 秋田県内の気象情報（平日 11:57 - 12:00） - 土日祝は仙台から東北ブロック放送。
- ニュース（秋田）（平日 12:10 - 12:15） - 土日祝は仙台から東北ブロック放送。
- ニュースこまち（平日 18:10 - 19:00）
  - ニュースこまち サタデー・サンデー（土日 18:45 - 19:00）
  - ニュースこまち645（月 - 金曜日と重なる祝日 18:45 - 18:59）

※平日の『ニュースこまち』では2023年6月5日放送分からNHKプラスでの見逃し配信を開始した。
※2017年3月までは番組表上は18:52までで、18:52 - 19:00は気象情報として表示されていた。また気象情報は全編自主制作だが月 - 金曜日と重なる祝日に限り東京発の全国の気象情報を同時ネットする。以前は平日も東京からの気象情報をネットしていた時期がある。
※年末年始期間（おおむね12月29日 - 1月3日）も18:50 - 19:00に『ニュースこまち』のタイトルで県内ニュース・気象情報を放送。
- 放課後ラジオ よりみちこまち（ラジオ第1の毎月最終金曜 17:05 - 18:00）
- ニュースこまち845（平日 20:45 - 21:00）
- きんよる秋田（毎月2回金曜 19:30 - 19:57、BS1でも放送される場合あり）
  - 2023年5月26日放送分からNHKプラスでの見逃し配信を開始した。

放送終了番組
- NHKニュースワイド秋田（1980年4月7日 - 1988年4月1日、平日 7:30 - 7:45→ 7:55 - 8:10→ 7:30 - 7:50）
- モーニングワイドあきた（1988年4月4日 - 1993年4月2日、平日 7:30 - 7:50→7:40 - 8:00）
- あきたふれあい広場
- ホッとなるあきた
- あきたアワー
- HOTチャンネルあきた（平日 11:30 - 11:54、11:05 - 11:30は仙台局から「情報テラス東北」を放送。ただし別に中継があるときは休止）
- ひるまえこまち（2007年4月3日 - 2012年3月19日、平日 11:45 - 11:54）
- エキヨコこまち（2012年4月3日 - 2018年3月22日、平日 11:45 - 11:54→ 11:50 - 11:54）
- 640あきた（1976年4月5日 - 1982年4月2日、平日 18:40 - 19:00）
- 630あきた（1972年4月5日 - 1988年4月1日、平日 18:30 - 19:00）
- イブニングネットワークあきた（1988年4月4日 - 、平日 18:00 - 18:58）
- あきたTODAY（- 1997年3月31日、平日 18:00 - 18:58）
- あきた610（1997年4月1日 - 1998年4月3日、平日 18:10 - 19:00）
- あきた600（1998年4月6日 - 1999年3月31日、平日 18:00 - 19:00）
- ニュースパーク600（1999年4月1日 - 2000年3月24日、平日 18:00 - 19:00）
- てれびこまち（2001年4月2日 - 2007年3月30日、平日 17:10 - 18:00）
- ニュースパークあきた（2000年3月27日 - 2007年3月30日、平日 18:10 - 18:59）
- クローズアップあきた（2002年4月5日 - 、毎月第1金曜 19:30 - 19:56）あきた・よる金に改題
- あきた・よる金（毎月第1金曜 19:30 - 19:56）Watch Aに改題
- Watch A（毎月第1金曜 19:30 - 20:43。注： - 19:56の場合あり）

※番組編成により東北ブロックで放送する「東北Z」が休止・変更となる場合がある。
- 月刊こまちアーカイブス（毎月第2日曜 8:00 - 8:25）

※2007年3月までは「こまちアーカイブス」として「てれびこまち」内で放送していたが、同番組が3月で終了したため4月より単独番組で放送。
- 日本海中部地震から10年 -あなたはラジオに何を求めますか（1993年5月26日、秋田放送と共同制作）
- らじおっこ秋田（ラジオ第1 月曜日 - 金曜日 17:05 - 18:00）
- きく・こまち（ - 2017年3月、ラジオ第1の水曜19:45 - 20:00、NHKきょうのニュースのローカル枠。ナイターインの月曜・火曜、ナイターオフの月火木金は仙台からの東北ワイドニュース）
- 秋田駅前 喫茶こまち（2017年4月 - 2019年9月、ラジオ第1の金曜 12:30 - 13:00、FMの水曜 12:55 - 13:00）
- コトノハ（水曜 22:45 - 22:50）
- ふるさと競演（随時 19:30 - 20:43 金曜以外に放送の場合あり）

※なお、緊急ニュースや災害報道等を放送した場合は、休止・短縮や打ち切り・放送日時の変更の場合あり。
- ニュースあきた845[注 6]（1996年4月1日 - 2017年3月31日、平日 20:45 - 21:00）
- ニュース645（ - 2020年3月29日、土・日 18:45 - 18:59）

期間限定番組
- 第62回国民体育大会 秋田わか杉国体（2007年9月29日 - 10月上旬 開会式はNHK総合テレビ、競技はNHK教育テレビで全国放送 年末には県域でダイジェスト放送）

※ワンセグ放送については、2006年4月1日 - 2007年3月4日までNHK仙台放送局から送出されているものを放送。

### ラジオのローカル枠
※土日・祝日・年末年始は全時間帯で仙台発（東北ブロック放送）。
※大型連休・お盆などは平日でも一部の時間帯で東北ブロック放送の場合あり。
- 7:20（FMサイマル）（NHKけさのニュース）
- 8:55 - 秋田県内の気象情報・道路交通情報など
- 11:50（FMサイマル） - 秋田県内の気象情報など
- 12:15（FMサイマル） - ニュース・気象情報
- 13:55
- 14:55
- 17:55
- 18:50（FMサイマル） - ニュース・気象情報など

## アナウンサー・キャスター
- 氏名の後の*は、過去に秋田局勤務経験があることを示す。

| 氏名         | 前任地       | 担当番組                                                                                               | 備考         |
| アナウンサー | アナウンサー | アナウンサー                                                                                           | アナウンサー |
| ------------ | ------------ | --- | ------------ |
| 佐藤誠太     | 長崎         | アナウンスグループ統括 秋田県のニュース                                                                | 横手市出身   |
| 山中翔太     | 初任地       | ニュースこまち〈月曜 - 木曜〉（キャスター）青春応援ブース「んだんだラジオ」                            |              |
| 西尾文花     | 仙台         | ニュースこまち〈金曜〉 ニュースこまちサタデー、ニュースこまちサンデー 青春応援ブース「んだんだラジオ」 |              |
| 増子有人*    | 札幌         | 秋田県のニュース                                                                                       |              |
| 芹澤麻理奈   | 初任地       | 秋田県のニュース                                                                                       |              |
| 中村慎吾     | 長野         | 秋田県のニュース スポーツ中継（大相撲、高校野球など）                                                  |              |
| キャスター   |              | |              |
| 阿部彩       | 函館         | ニュースこまち （キャスター）                                                                          |              |
| 高野栞       |              | ニュースこまち （キャスター）                                                                          |              |
| 今井彩里衣   |              | ニュースこまち「こま特」 「んだんだラジオ」                                                            |              |
| 浅野萌日     |              | ニュースこまち「こま特」、青春応援ブース「んだんだラジオ」                                             |              |
| 梶浦佑貴菜   |              | ニュースこまち「こま特」、青春応援ブース「んだんだラジオ」                                             |              |
| 島影咲織     | 仙台         | ニュースこまち（スポーツ）                                                                             |              |
| 気象予報士   |              | |              |
| 高井伴明     | 新潟         | ニュースこまち                                                                                         |              |

## 備考
- 1955年7月31日、岩手県盛岡市の盛岡市営球場で開催中だった全国高校野球奥羽大会の第3試合『盛岡工業対秋田商業』戦で、秋田商業が負けた事に対し、秋田放送局の実況アナウンサーが「秋田（商業）が敗れるべくして敗れたのではない 審判のミスジャッジによって敗れたものである」と言ったのが放送に流れた。これを聞いた審判団と大会を主催した朝日新聞が球場がある地元の盛岡放送局に抗議し、NHKが謝罪する事態となった[18]。
- 2011年7月の地上デジタル放送完全移行に伴う地上デジタル放送推進CMは、NHKと県内民放3局ともに同一のものを放送していた。